# ولاية تساي

الولايات الصينية، القرن الخامس قبل الميلاد

إن ولاية تساي ((بالصينية المبسطة: 蔡国; بالصينية التقليدية: 蔡國; البينيين: Càiguó; ويد–جيلز: Ts'ai Kuo)) كانت من إحدى الولايات الصينية والتي تأسست في بدايات أسرة تشو، وعلا شأنها خلال فترة الربيع والخريف في التاريخ الصيني ودمرت في أوائل حقبة الممالك المتحاربة.

## معلومات تاريخية
بعد الإطاحة بملك شانغ، تشو، منح الملك وو من تشو الألقاب والأراضي لأخوته الصغار. تم منح الأخ الخامس، تساي شو دو، بلدة شانغ تساي (حرفيًا "تساي العليا") اليوم. في مقاطعة هنان. وخلال ثورة الحراس الثلاثة، حاول الاستيلاء على منصب دوق تشو كوصي العرش للملك الصغير وهزيمته كانت تعني خلعه من منصبه ونفيه.
ولكن أثبت ابن دو، جي هو، ولاءه وقدراته كسفير لتشنغ ودوق تشو، وكمكافأة له قاموا بتكريمه بإعادة أراضي والده ولقبه له، وتمكن من توريثهما لابنه، جي هوانغ.
ومع تكون طبقة النبلاء الصينية، كانت تساي تعتبر في البداية بلدة ثم تم ترقيتها إلى منطقة حدودية؛ ولكنها لم تتحول أبدًا إلى دوقية أو مملكة في حد ذاتها. وقد أدى غزو تشو للمنطقة أثناء فترة الربيع والخريف إلى تنقل تساي عدة مرات، أولاً إلى سينتساي (حرفيًا "تساي الجديدة") في 531 قبل الميلاد ولاحقًا إلى شاتساي (حرفيًا "تساي السفلى") وهي فينجتاي في آنهوي حاليًا. في 447 قبل الميلاد احتل هوي ملك تشو تساي تمامًا ولكنه سمح للنبلاء بالاستقرار بالقرب من تشانغده في هونان وإنشاء ولاية تضم بقية الدولة القديمة وسميت جاوتساي (حرفيًا "تساي العظمى"). والتي تم تدميرها بعد 80 عامًا.

## الإرث
مع انتشار الألقاب عند جميع الصينيين خلال مملكة تشين، اتخذ الكثير من الأفراد من المملكة المنهزمة لقب تساي في ذكرى موطنهم القديم.
وقد قام هؤلاء الرعايا السابقين بهجرتين رئيسيتين. أثناء ثورة الهوانغ تشاو ضد التانغ في 875 ميلادية قامت عشيرة تساي بالانتقال إلى قوانغدونغ وفوجيان. وقد وقعت هجرة أخرى لاحقًا عندما قام كوشينجا الموالي لمينغ بنقل العديد من ضباط تساي إلى تايوان في القرن السابع عشر.

## حكام تساي
إن جميع حكام تساي كانوا منحدرين من أسرة جيه الملكية التابعة لتشو – وبعد الحكام الثلاثة الأوائل – كان الحكام يحملون لقب هوي ("ماركيز").
1. شو دو حاكم تساي
2. تشونغ هو حاكم تساي
3. هوانغ، إيرل تساي
4. ماركيز جونغ حاكم تساي (蔡宮侯, Cài Gōnghَu)
5. ماركيز لي حاكم تساي (蔡厲侯, Cài Lìhóu)
6. ماركيز وو حاكم تساي (蔡武侯, Cài Wǔhóu؛ 863-837 قبل الميلاد)
7. ماركيز يي حاكم تساي (蔡夷侯, Cài Yíhóu؛ 837-809 قبل الميلاد)
8. ماركيز تشي حاكم تساي (蔡釐侯, Cài Xihóu؛ 809 - 761 قبل الميلاد)
9. ماركيز جونغ حاكم تساي (蔡共侯, Cài Gònghóu؛ 761 - 760 قبل الميلاد)
10. ماركيز داي حاكم تساي (蔡戴侯, Cài Dàihóu؛ 759 - 750 قبل الميلاد)
11. ماركيز شان حاكم تساي (蔡宣侯, Cài Xuānhَu؛ 749 - 715 قبل الميلاد)
12. ماركيز هوان حاكم تساي (蔡桓侯, Cài Huánhóu؛ سابقًا 姬封人, Jī Fēngrén؛ 714 - 695 قبل الميلاد)
13. ماركيز أي حاكم تساي (蔡哀侯, Cài Āihَu؛ سابقًا 姬獻舞, Jī Xiànwǔ؛ 694 - 675 قبل الميلاد)
14. ماركيز مو حاكم تساي (蔡穆侯, Cài Mùhóu؛ سابقًا 姬肸, Jī Xì؛ 674 - 646 قبل الميلاد)
15. ماركيز تشوانغ حاكم تساي (蔡莊侯, Cài Zhuānghَu؛ سابقًا 姬甲午, Jī Jiǎwǔ؛ 645 - 612 قبل الميلاد)
16. ماركيز وين حاكم تساي (蔡文侯, Cài Wénhóu؛ سابقًا 姬申, Jī Shēn؛ 611 - 592 قبل الميلاد)
17. ماركيز ينغ حاكم تساي (蔡景侯, Cài Jǐnghóu؛ سابقًا 姬固, Jī Gù؛ 591 - 543 قبل الميلاد)
18. ماركيز لينغ حاكم تساي (蔡靈侯, Cài Línghóu؛ سابقًا 姬般, Jī Bān؛ 542 - 531 قبل الميلاد)
19. ماركيز بينغ حاكم تساي (蔡平侯, Cài Pínghóu؛ سابقًا 姬廬, Jī Lú؛ 530 - 522 قبل الميلاد)
20. ماركيز داو حاكم تساي (蔡悼侯, Cài Dàohóu؛ سابقًا 姬東國, Jī Dōngguَ؛ 521 - 519 قبل الميلاد)
21. ماركيز تشاو حاكم تساي (蔡昭侯, Cài Zhāohَu؛ سابقًا 姬申, Jī Shēn؛ 518 - 491 قبل الميلاد)
22. ماركيز تشينغ حاكم تساي (蔡成侯, Cài Chénghóu؛ سابقًا 姬朔, Jī Shuò؛ 490 - 472 قبل الميلاد)
23. ماركيز شينغ حاكم تساي (蔡聲侯, Cài Shēnghَu؛ سابقًا 姬産, Jī Chuǎn؛ 471 - 457 قبل الميلاد)
24. ماركيز يوان حاكم تساي (蔡元侯, Cài Yuánhóu؛ 456 - 451 قبل الميلاد)
25. ماركيز كي حاكم تساي (蔡齊侯, Cài Hóuqí؛ سابقًا 姬齊, Jī Qí؛ 450 - 447 قبل الميلاد)